# Eudorylas kerzhneri
Eudorylas kerzhneri är en tvåvingeart som beskrevs av Kuznetzov 1990. Eudorylas kerzhneri ingår i släktet Eudorylas och familjen ögonflugor. Inga underarter finns listade i Catalogue of Life.